# Trapeze (альбом)
Trapeze — дебютный студийный альбом британской хард-рок-группы Trapeze. Записан в 1969 году в Morgan Studios и Decca Studios, спродюсирован басистом группы The Moody Blues Джоном Лоджем и выпущен 9 мая 1970 года как второй альбом на звукозаписывающем лейбле Threshold Records, основанном The Moody Blues.

## Предпосылки и выпуск
Музыкальный коллектив Trapeze был образован 16 марта 1969 года бывшими участниками The Montanas Джоном Джонсом (вокал) и Терри Роули (орган, фортепиано), вместе с бывшими членами распавшейся группы Finders Keepers Мелом Гэлли (гитара, бэк-вокал), Гленном Хьюзом (бас-гитара, вокал) и Дэйвом Холландом (ударные). Свой дебютный полноформатный диск квинтет записал позже в том же году на лондонских студиях Morgan Studios и Decca Studios.
Продюсером выступил Джон Лодж, чья группа The Moody Blues ранее подписала контракт с Trapeze в качестве первого акта для своего нового звукозаписывающего лейбла Threshold Records.
Композиция «Send Me No More Letters» была выпущена в виде сингла в 1969 году (в качестве би-сайда был использован ещё один трек с альбома — «Another Day»), а дебютник Trapeze был выпущен в мае 1970 года.
Trapeze стал единственным альбомом с участием одного из её основателей — Джоном Джонсом (вокал); и он, и клавишник Терри Роули ушли вскоре после его выпуска. Оба вернулись в свою предыдущую группу The Montanas.

## Композиция и стиль
В отличие от более позднего материала группы, который в первую очередь относился к категории хард-рок, Trapeze характеризуется звучанием более свойственным прогрессивному и психоделическому року, отчасти из-за присутствия в альбоме духовых инструментов и клавишных.
Материал, представленный на Trapeze, был в основном написан Гэлли, Хьюзом и Джонсом — Гэлли упоминался на семи треках, Хьюз и Джонс — на пяти, а Роули — на двух. Несмотря на то, что Джонс считался вокалистом ансамбля, основные вокальные партии на пластинке выполнил Хьюз, в буклетах переизданий на этот счёт была соответствующая сноска. Стиль альбома музыковеды определяли как смесь прогрессивного рока, психоделического и поп-рока, при этом Брюс Эдер из AllMusic заявлял, что «те слушатели, которые знают только последующие альбомы Trapeze, могут быть удивлены этим дебютом». Стилистически его сравнивали с работами других британских рок-исполнителей того времени, включая группу Лоджа The Moody Blues и будущую группу Хьюза Deep Purple (периода Рода Эванса). В аннотации к переизданию 2004 года на Lemon Recordings журналист Найджел Уильямсон описал Trapeze как «классический образец английского прога того периода, сочетающий пасторальную причудливость, закрученную психоделию, рок-гитары и поп-гармонии». Эдер также отмечал, что в альбоме было множество «пышных припевов, психоделических интермедий и романтических хуковых баллад», составляющее «энергичную музыку в рамках психоделического поп-рока».

## Критический приём
Реакция СМИ на Trapeze была в целом положительной. Эдер похвалил мастерство «основного трио» Гэлли, Хьюза и Холланда, которые, по его словам, «[нашли] компромисс с более лиричным, психоделическим поп-чутьём Роули и Джонса», но отметил, что «очевидно, что трое этих музыкантов в той или иной степени сдерживают себя в этой обстановке». Он также обратил внимание на «Fairytale» и «Am I» как выдающиеся песни альбома, которые, по его словам, «[указали] путь к будущему звучанию [группы]» после их сокращения до вышеупомянутого трио. Billboard назвал Trapeze «кандидатом на высокие места в чартах», высоко оценив исполнение Хьюза, особо выделив «Send Me No More Letters» и «Fairytale», а также похвалив «яркую рок-индивидуальность» группы на пластинке.

## Список композиций
| №  | Название                                                  | Автор(ы)             | Длительность   |
| -- | --------------------------------------------------------- | -------------------- | -------------- |
| 1. | «It’s Only a Dream»                                       | Мел Гэлли            | 0:42           |
| 2. | «The Giant’s Dead Hoorah!»                                | Гленн Хьюз           | 3:33           |
| 3. | «Over»                                                    | Джон Джонс Мел Гэлли | 3:38           |
| 4. | «Nancy Gray»                                              | Гленн Хьюз           | 2:48           |
| 5. | «Medley» (- «Fairytale» - «Verily Verily» - «Fairytale» ) | Джон Джонс Мел Гэлли | 1:58 3:31 2:11 |

| №  | Название                      | Автор(ы)                        | Длительность |
| -- | ----------------------------- | ------------------------------- | ------------ |
| 1. | «It’s My Life»                | Джон Джонс Мел Гэлли            | 2:51         |
| 2. | «Am I»                        | Гленн Хьюз                      | 3:07         |
| 3. | «Suicide»                     | Джон Джонс Мел Гэлли            | 4:51         |
| 4. | «Wings»                       | Гленн Хьюз Терри Роули          | 3:30         |
| 5. | «Another Day»                 | Мел Гэлли Гленн Хьюз Джон Джонс | 2:37         |
| 6. | «Send Me No More Letters»     | Терри Роули                     | 4:36         |
| 7. | «It’s Only a Dream» (reprise) | Мел Гэлли                       | 0:37         |

## Участники записи
Список составлен в соответствии с информацией базы данных Discogs.

| Trapeze: - Гленн Хьюз — вокал, бас-гитара, шестиструнная гитара, фортепиано, тромбон - Мел Гэлли — соло-гитара, бас-гитара - Терри Роули — фортепиано, гитара, орган, флейта - Джон Джонс — труба - Дейв Холланд — ударные Технический персонал: - Джон Лодж — музыкальный продюсер | Технический персонал: - Роджер Квестед — звукоинженер - Крис Нил — звукоинженер - Билл Прайс — звукоинженер - Джон Пантер — звукоинженер - Сэм Фельдман — инженер нарезки лакового слоя - Дэвид Веджбери — фотограф - Барри Венцелл — фотограф |